# Matt Smith (színművész)
Matthew Robert Smith (Northampton, 1982. október 28. –) angol színész.
Legismertebb szerepe a tizenegyedik Doktor a Ki vagy, doki? sorozatban. 2010. január 1-jén „Az idő végzete” című epizód második részében rendezőként is debütált, az ötödik, hatodik és hetedik évad főszereplője volt. 26 évesen ő volt az eddigi legfiatalabb Doktor az 1963-ban kezdődött sorozatban.
Egy újabb teljes évadra is leszerződött, amelynek a forgatását 2010 júliusában kezdték, és 2011-ben került adásba. De még ez előtt, a sorozat mellékágában, a Sarah Jane kalandjai-ban is látni lehetett őt egy két részes történet erejéig 2010 őszén. Azóta már a teljes 6. évadot is elkészítették vele, és 2012 szeptemberében megkezdték a 7. évad vetítését, amiben még mindig ő játszotta a Doktor szerepét.
2013-ban bejelentette, hogy a Doctor Who 8. évadában is ő alakítja majd a főszereplőt, azonban ez nem vált valóra. Ehelyett csak a novemberben megjelenő 50. évfordulós kiadásban, és a következő karácsonyi részben fog játszani. Hivatalosan elköszönt a nézőitől 2013 májusában

## Ifjúkora és tanulmányai
Matt gyermekkorát Northamptonban töltötte, az ottani fiúiskolába járt.
Eredetileg labdarúgó szeretett volna lenni, de ezt az álmát egy hátsérülés miatt fel kellett adnia.
Fiatalkorában a National Youth Theatre tagja volt. Az UEA-n (University of East Anglia) töltötte egyetemista éveit, ahol a filmismeretekre tett szert.

## Pályafutása
Billie Piper mellett - a Doktor korábbi útitársa volt Rose Tylerként - szerepelt a "Sally Lockhart rejtélyes történetei: Rubin és füst", a "Sally Lockhart rejtélyes történetei: Árny északon" és a "Secret Diary of a Call Girl" című filmekben.
2008-ban jelölték a Laurence Olivier Színház díjára is, a That Face című darabban való szerepéért.
2009. január 3-án kapta meg a 11. Doktor szerepét az ötödik évadban, melyet még ugyanez év júliusában forgatni kezdtek.
A The Crown című (A korona) nagy sikerű Netflix sorozatban az első két évadban ő játszotta II. Erzsébet brit királynő férjét, Fülöp herceget.

## Filmográfia

### Film
| Év   | Magyar cím                          | Eredeti cím                     | Szerep                 | Magyar hang      |
| ---- | ----------------------------------- | ------------------------------- | ---------------------- | ---------------- |
| 2008 | Erőszakik (törölt jelenetek)        | In Bruges                       | Harry Waters fiatalon  |                  |
| 2010 | Womb – Méh                          | Womb                            | Thomas                 | Horváth Illés    |
| 2012 |                                     | Bert and Dickie                 | Bert Bushnell          |                  |
| 2014 |                                     | Lost River                      | kötekedő               |                  |
| 2015 | Terminátor: Genisys                 | Terminator Genisys              | Alex / Skynet / T-5000 | Seszták Szabolcs |
| 2016 | Büszkeség és balítélet meg a zombik | Pride and Prejudice and Zombies | Parson William Collins | Lux Ádám         |
| 2018 |                                     | Mapplethorpe                    | Robert Mapplethorpe    |                  |
| 2018 | Zéró páciens                        | Patient Zero                    | Morgan                 | Fehér Tibor      |
| 2018 |                                     | Charlie Says                    | Charles Manson         |                  |
| 2019 | Hivatali titkok                     | Official Secrets                | Martin Bright          |                  |
| 2020 | Kinek a háza?                       | His House                       | Mark Essworth          |                  |
| 2021 | Utolsó éjszaka a Sohóban            | Last Night in Soho              | Jack                   |                  |
| 2021 |                                     | The Forgiven                    | Richard Galloway       |                  |
| 2022 | Morbius                             | Morbius                         | Milo                   | Szatory Dávid    |
| 2023 |                                     | Starve Acre                     | Richard                |                  |
| 2025 | Rajtakapva                          | Caught Stealing                 | Russ                   |                  |

### Televízió
| Év        | Magyar cím                                         | Eredeti cím                    | Szerep                | Megjegyzések                               |
| --------- | -------------------------------------------------- | ------------------------------ | --------------------- | ------------------------------------------ |
| 2006      | Sally Lockhart rejtélyes történetei: Rubin és füst | The Ruby in the Smoke          | Jim Taylor            | tévéfilm                                   |
| 2007      | Árny északon                                       | The Shadow in the North        | Jim Taylor            | tévéfilm                                   |
| 2007      |                                                    | Party Animals                  | Danny Foster          | 8 epizód                                   |
| 2007      | Egy call-girl titkos naplója                       | Secret Diary of a Call Girl    | Tim                   | 1 epizód                                   |
| 2007      |                                                    | The Street                     | Ian Hanley            | 2 epizód                                   |
| 2009      | Sötét démonok                                      | Moses Jones                    | Dan Twentyman         | 3 epizód                                   |
| 2010–2014 | Ki vagy, doki?                                     | Doctor Who                     | 11. Doktor            | - főszereplő - magyar hangja: - Szabó Máté |
| 2010      | Sarah Jane kalandjai                               | The Sarah Jane Adventures      | 11. Doktor            | 2 epizód                                   |
| 2011      | Christopher és a hozzá hasonlók                    | Christopher and His Kind       | Christopher Isherwood | tévéfilm                                   |
| 2013      |                                                    | An Adventure in Space and Time | 11. Doktor (cameo)    | tévéfilm                                   |
| 2013      |                                                    | The Five(ish) Doctors Reboot   | Matt Smith            | tévéfilm                                   |
| 2016–2017 | A Korona                                           | The Crown                      | Fülöp herceg          | 20 epizód                                  |
| 2021      |                                                    | This Time with Alan Partridge  | Dan Milner            | 1 epizód                                   |
| 2021      |                                                    | Superworm                      | Superworm (hangja)    |                                            |
| 2022–     | Sárkányok háza                                     | House of the Dragon            | Daemon Targaryen      | főszereplő                                 |
| 2025      |                                                    | The Death of Bunny Munro       | Bunny Munro           | minisorozat főszereplő és vezető producer  |

## Fordítás
- Ez a szócikk részben vagy egészben  a   Matt Smith (actor) című angol Wikipédia-szócikk fordításán alapul.  Az eredeti cikk szerkesztőit annak laptörténete sorolja fel. Ez a jelzés csupán a megfogalmazás eredetét és a szerzői jogokat jelzi, nem szolgál a cikkben szereplő információk forrásmegjelöléseként.